# 비틀즈의 해산
역사상 가장 영향력 있는 밴드로 꼽히는 영국의 록 밴드 비틀즈는 1971년 5월 법적으로 해산된다.

## 분쟁의 시작

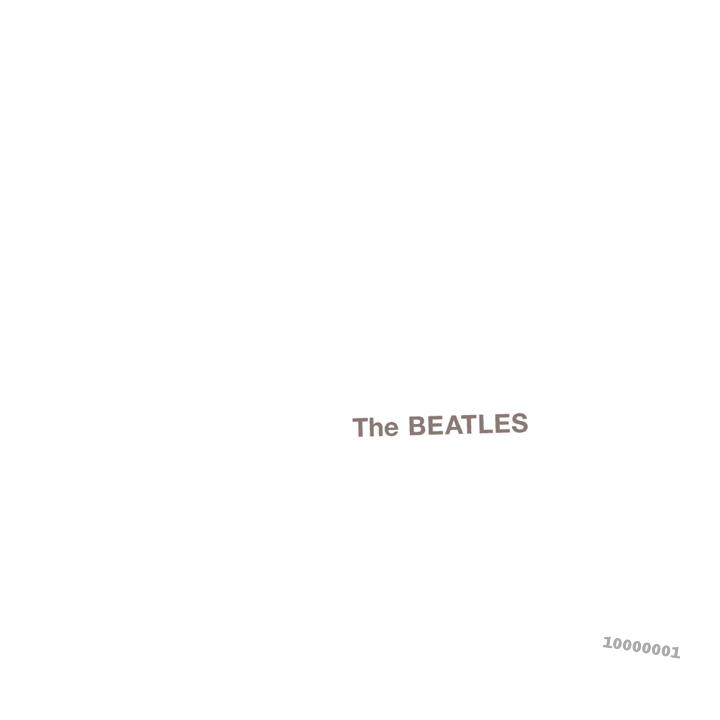
화이트 앨범

비틀즈 멤버들 모두가 사이가 좋지는 않다는 징후는 1968년 8월에 나타났다. 링고 스타는 소위 화이트 앨범을 녹음하던 도중 그룹을 떠났다. 그는 며칠 내에 돌아왔지만, 화이트 앨범 녹음 당시 새 앨범을 내는게 전혀 재밌지 않다고 밝히기도 했다. 사이가 안좋은 이유는 또 있다. 존 레논이 스튜디오에 오노 요코를 계속 데리고 와서도 그랬고 폴도 린다를 데려왔기 때문이다. 1969년 이번엔 조지 해리슨이 《Let It Be》 음반을 만드는 과정에서 일시적으로 팀을 탈퇴했다. 이어 앨런 클라인이 등장했고 폴 매카트니와 그의 동료 세 명 사이에 누구를 비틀즈의 매니저로 선임할 것인지에 대한 논쟁이 시작됐다. 동시에 비틀즈에게 더 이상 무슨 매니저가 필요하냐는 문제도 제기됐다. 존은 1969년 12월에 레이 코놀리에게 비틀즈에서 탈퇴했다고 밝히면서, 클라인이 《Let It Be》 발매 전까지 이 사실이 새어나가는 것을 원치 않으니 기사화하지 말아달라고 부탁했다.그리고 존은 1969년 8월 29일 비틀즈 멤버와 마지막으로 만났고 1970년 1월 4일 조지 해리슨이 <i me mine> 을 작업할땐 오지 않았다.

## 폴 매카트니의 발표
1970년 4월 9일 상황은 결정적인 국면에 이르렀다. 매카트니가 자신의 솔로 앨범 《McCartney》의 발매를 목전에 두었을 때였다. 그는 음반에 들어 있던 사전 인터뷰 글에서 자신은 앞으로 비틀즈와 어떠한 새 싱글이나 앨범도 낼 계획이 없으며 존 레논과 언제 다시 작업하게 될지 모른다고 말했다. 이어 비틀즈 탈퇴가 일시적인 것인지, 아니면 영원한 것인지, 또 개인차 때문인지, 아니면 음악적 차이 때문인지 묻는 질문에 이렇게 말했다. "개인차, 사업적 차이, 음악적 차이 모두 답니다. 하지만 무엇보다 제 가족과 더 즐거운 시간을 보내고 있기 때문입니다. 일시적 탈퇴인지, 영원한 탈퇴인지 궁금하다고요? 그건 저도 잘 모르겠습니다." 다음 날 신문은 "폴, 비틀즈를 떠나다" "비틀즈 해산"과 같은 헤드라인으로 기사를 쏟아냈다. 이로 인해 매카트니는 비틀즈를 해산시킨 인물이라는 비난을 받았다.
격렬한 반응에 당황한 폴은 사건을 수습하려 시도했지만 실패했다. 영국 언론에 일 년 넘게 침묵했던 관행을 깨야 하는 상황에 놓인 그는 데렉 테일러에게 런던의 《이브닝 스탠더드》에서 일하는 믿음직한 기사 레이 코놀리와 인터뷰를 잡아달라고 부탁했다. 두 사람은 점심에 소호에 위치한 붐비는 해산물 식당에서 만났고, 린다도 동석했다. 폴은 분명 오해를 바로잡고자 노력했다. "전부 오해예요. 인터뷰에서 제가 비틀즈를 떠난다고 의도하고 쓴 부분은 없어요. 저는 비틀즈를 떠나지 않았어요. 지금의 비틀즈는 과거의 비틀즈와 달라졌지만, 그 누구도 파티가 끝났다는 사실을 지적하는 사람이 되길 원치 않는 것뿐이에요." 넉 달 뒤인 1970년 8월, 매카트니는 《멜로디 메이커》지에게 자신의 입장을 밝히는 편지를 보냈다. "지난 한 해 동안 장신들 지면을 통해 질질 끌어온, 그 절음발이 강아지 같은 기사를 안락사시키기 위해 입장을 밝힙니다. '비틀즈가 재결합을 할 것인가'라는 당신들 질문에 대한 제 대답은 '아니오'입니다."

## 영국고등법원에서의 해산
1970년 12월의 마지막 날, 매카트니는 영국고등법원의 상법부에 그룹의 나머지 멤버들을 상대로 소송을 제기했다. 소송 목적은 1967년 설립한 비틀즈 앤 컴퍼니의 파트너십을 무효화하고 그룹의 업무를 처리할 법정 관리인을 두는 것이었다. 이 소송의 심리는 1971년 1월 19일 시작됐지만 이후 한 달간 중단됐다. 판사였던 스탬프의 말에 따르면, 기한은 비틀즈의 저작권료 수입이 동결될 때까지였다. 2월에 심리가 재개되었고 거의 2주간 증언이 이어진 끝에 판사는 심리 절차를 종료했다. 그는 1971년 3월 22일 확정 판결을 내리기 전까지 판단을 유보했다. 스탬프는 레논과 해리슨, 스타가 매카트니와 상의하지 않고 클라인을 매니저 자리에 앉혔다고 판단했으며 비틀즈의 세 멤버가 클라인에게 이전에 협의한 것보다 더 많은 돈을 주기로 승인한 것은 매카트니에 대한 책무를 "심각하게 위반한" 것이라고 평결했다.
1971년 5월 레논과 해리슨, 스타는 파트너십을 무효화하려는 매카트니의 소송에 항소할 계획을 포기했다. 또 이들은 그 하룻동안의 심리에서 전 파트너의 소송 비용을 지불하라는 명령을 받았다. 이에 대해 판사 러셀 경은 비틀즈 네 멤버 모두가 현명한 합의에 도달하기를 희망한다면서 다음과 같이 덧붙였다. "유일하게 실망스러운 부분은 스테이터스 쿼(현재 상황)를 유지하는 것에 대해 농담을 할 수가 없나는 것입니다. 스테이커스 쿼는 또 다른 팝 그룹 이름이죠." 이 짤막한 농담과 더불어 사실상 비틀즈는 더 이상 존재하지 않았다. 이후 이들은 각자의 길을 갔지만 1975년에서야 고등법원의 비공개 심리를 통해 비틀즈 앤 컴퍼니 파트너십이 정식으로 무효화되었다.

## 해산 이후

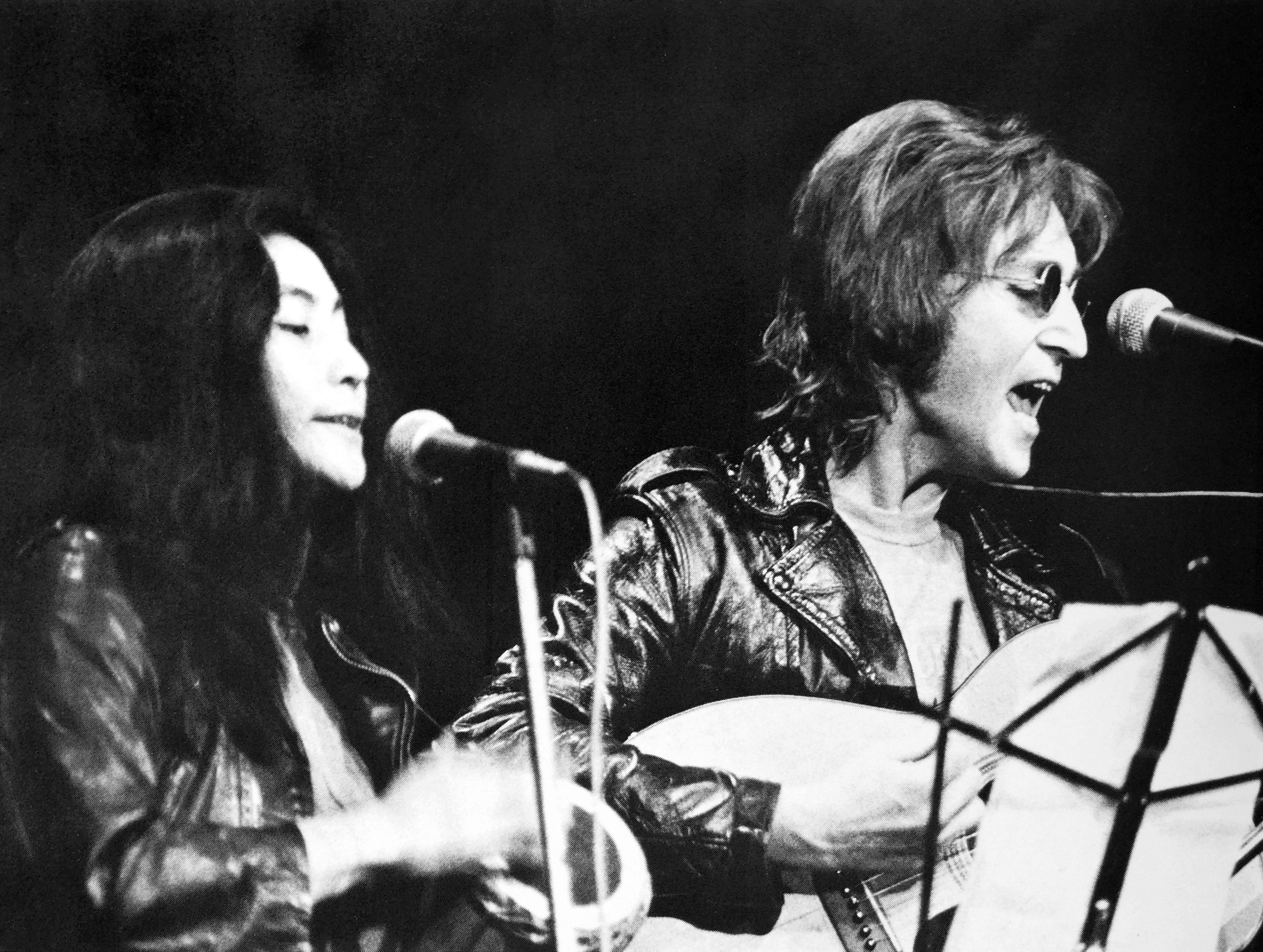
오노 요코와 존 레논의 1971년 모습

1971년 5월 비틀즈가 법적으로 해산한 뒤에도 레논과 그의 전 작곡 파트너 폴 매카트니 사이에 의견 차이와 논쟁이 계속 이어졌다. 1971년 11월 매카트니가 최다 판매 부수를 자랑하는 《멜로디 메이커》지에 말했다. "저는 그저 우리 넷이 어딘가에 모여서 다 끝났으며 그 돈을 넷으로 나누길 원한다고 적힌 서류에 서명하길 바랬어요." 그는 자신의 계획을 분명히 공언했다. "그냥 우리가 서류에 서명하고 이 서류를 사업하는 사람들한테 전달해서 처리하라고 하면 되거든요." 그다음 그는 기자에게 말했다. "그게 지금 제가 바라는 전부인데 존이 안 하려고 합니다."
한달 뒤 레논이 답장을 보냈다. 레논은 이 글에서 그룹 해산과 돈을 나누는 문제가 그의 전 밴드 동료가 생각하는 것처럼 쉽지 않다는 점을 지적했다. "아마 어딘가에는 해답이 있을 거야. 하지만 내가 지난 수년간 백만 번이나 되풀이해서 말했잖아. '세금은 어쩌고?' 《멜로디 메이커》에서 '순진하고 솔직한 폴' 놀이를 하는 것은 그래 좋아. 하지만 우리가 그딴 서류 한 장에 서명할 수 없다는 것은 너도 뻔히 잘 알고 있잖아" 그런 다음 그는 설명했다. "너는 '존이 안 하려고 합니다'라고 말했지? 만약 네가 세무서한테 당하지 않도록 우리를 보호한다면 나는 할 거야! 그런데 그거 알아? 우리가 '우리의' 회의를 한 다음 그 괘씸한 변호사 놈들은 우리가 합의한 것이라면 무엇이든 실행해야 한다는 것을 말이야. 그렇지?" 끝으로 레논은 추신에 자신의 아내에 대한 입장을 분명히 했다. "우리가 좀 이해할 수 없었던 것은 '린다와 요코를 빼고' 만나자는 말이었어. '지금쯤'은 알아 들은 줄 알았는데 말이지. 나는 '존이자 요코'야." 두 음악가 사이의 공개적 서신은 마침내 끝났다.
이후 매카트니와 해리슨, 스타가 레논의 1995년도 노래 〈Free as a Bird〉를 새로 작업하려고 1995년 스튜디오에서 모이기 전까지 이들은 어떤 식으로든 단 한 번도 만나지 않았다.

## 참고 문헌
- Badman, Keith (2001). 《The Beatles Diary Volume 2: After the Break-Up 1970–2001》. London: Omnibus Press. ISBN 978-0-7119-8307-6.
- The Beatles (2000). 《The Beatles Anthology》. San Francisco, CA: Chronicle Books. ISBN 0-8118-2684-8.
- Brown, Peter; Gaines, Steven (2002) [1983]. 《The Love You Make: An Insider's Story of the Beatles》. New York, NY: New American Library. ISBN 978-0-4512-0735-7.
- Clayson, Alan (2003a). 《George Harrison》. London: Sanctuary. ISBN 1-86074-489-3.
- Clayson, Alan (2003b). 《Ringo Starr》. London: Sanctuary. ISBN 1-86074-488-5.
- Coleman, Ray (1984). 《Lennon》. McGraw-Hill. ISBN 0-07-011786-1.
- Doggett, Peter (2009). 《The Art and Music of John Lennon》. Omnibus Press. ISBN 978-0-85712-126-4.
- Doggett, Peter (2011). 《You Never Give Me Your Money: The Beatles After the Breakup》. New York, NY: It Books. ISBN 978-0-06-177418-8.
- The Editors of Rolling Stone (2002). 《Harrison》. New York, NY: Rolling Stone Press. ISBN 978-0-7432-3581-5.
- Emerick, Geoff; Massey, Howard (2006). 《Here, There and Everywhere: My Life Recording the Music of The Beatles》. New York, NY: Gotham. ISBN 978-1-59240-179-6.
- Goodman, Fred (2015). 《Allen Klein: The Man Who Bailed Out the Beatles, Made the Stones, and Transformed Rock & Roll》. Boston, New York: Houghton Mifflin Harcourt. ISBN 978-0-547-89686-1.
- Gould, Jonathan (2007). 《Can't Buy Me Love: The Beatles, Britain, and America》. New York, NY: Harmony Books. ISBN 978-0-307-35337-5.
- Harry, Bill (2000). 《The John Lennon Encyclopedia》. London: Virgin Books. ISBN 978-0-7535-0404-8.
- Harry, Bill (2002). 《The Paul McCartney Encyclopedia》. London: Virgin. ISBN 978-0-7535-0716-2.
- Hertsgaard, Mark (1996). 《A Day in the Life: The Music and Artistry of the Beatles》. London: Pan Books. ISBN 0-330-33891-9.
- Hunt, Chris, 편집. (2005). 《NME Originals: Beatles – The Solo Years 1970–1980》. London: IPC Ignite!.
- Ingham, Chris (2006). 《The Rough Guide to the Beatles (2nd edn)》. London: Rough Guides/Penguin. ISBN 978-1-84836-525-4.
- Leng, Simon (2006). 《While My Guitar Gently Weeps: The Music of George Harrison》. Milwaukee, WI: Hal Leonard. ISBN 978-1-4234-0609-9.
- Lewisohn, Mark (2005) [1988]. 《The Complete Beatles Recording Sessions: The Official Story of the Abbey Road Years 1962–1970》. London: Bounty Books. ISBN 978-0-7537-2545-0.
- Lewisohn, Mark (2010) [1992]. 《The Complete Beatles Chronicle: The Definitive Day-by-Day Guide to the Beatles' Entire Career》. Chicago, IL: Chicago Review Press. ISBN 978-1-56976-534-0.
- MacDonald, Ian (1998). 《Revolution in the Head: The Beatles' Records and the Sixties》. London: Pimlico. ISBN 0-7126-6697-4.
- Miles, Barry (2001). 《The Beatles Diary Volume 1: The Beatles Years》. London: Omnibus Press. ISBN 0-7119-8308-9.
- Miles, Barry (1997). 《Paul McCartney: Many Years from Now》. Vintage. ISBN 978-0-7493-8658-0.
- Mojo: The Beatles' Final Years Special Edition. London: Emap. 2003.
- 《The New Rolling Stone Encyclopedia of Rock & Roll》. New York, NY: Fireside/Rolling Stone Press. 1995. ISBN 0-684-81044-1.
- Norman, Philip (2008). 《John Lennon: The Life》. New York, NY: Ecco. ISBN 978-0-06-075402-0.
- Rodriguez, Robert (2010). 《Fab Four FAQ 2.0: The Beatles' Solo Years, 1970–1980》. Milwaukee, WI: Backbeat Books. ISBN 978-1-4165-9093-4.
- Rodriguez, Robert (2012). 《Revolver: How the Beatles Reimagined Rock 'n' Roll》. Milwaukee, WI: Backbeat Books. ISBN 978-1-61713-009-0.
- Schaffner, Nicholas (1978). 《The Beatles Forever》. New York, NY: McGraw-Hill. ISBN 0-07-055087-5.
- Snow, Mat (2013). 《The Beatles Solo: The Illustrated Chronicles of John, Paul, George, and Ringo After The Beatles (Volume 3: George)》. New York, NY: Race Point Publishing. ISBN 978-1-937994-26-6.
- Soocher, Stan (2015). 《Baby You're a Rich Man: Suing the Beatles for Fun and Profit》. Lebanon, NH: University Press of New England. ISBN 978-1-61168-380-6.
- Sounes, Howard (2010). 《Fab: An Intimate Life of Paul McCartney》. London: HarperCollins. ISBN 978-0-00-723705-0.
- Spizer, Bruce (2005). 《The Beatles Solo on Apple Records》. New Orleans, LA: 498 Productions. ISBN 0-9662649-5-9.
- Sulpy, Doug; Schweighardt, Ray (1997). 《Get Back: The Unauthorized Chronicle of The Beatles' Let It Be Disaster》. New York, NY: St. Martin's Griffin. ISBN 0-312-19981-3.
- Sutherland, Steve, 편집. (2003). 《NME Originals: Lennon》. London: IPC Ignite!.
- Turner, Steve (1999). 《A Hard Day's Write: The Stories Behind Every Beatles Song (2nd edn)》. New York, NY: Carlton/HarperCollins. ISBN 0-06-273698-1.
- Wiener, Jon (1991). 《Come Together: John Lennon in His Time》. Urbana, IL: University of Illinois Press. ISBN 978-0-252-06131-8.
- Williams, Richard (2003). 《Phil Spector: Out of His Head》. London: Omnibus Press. ISBN 978-0-7119-9864-3.
- Winn, John C. (2009). 《That Magic Feeling: The Beatles' Recorded Legacy, Volume Two, 1966–1970》. New York, NY: Three Rivers Press. ISBN 978-0-307-45239-9.
- Woffinden, Bob (1981). 《The Beatles Apart》. London: Proteus. ISBN 0-906071-89-5.
- Womack, Kenneth, 편집. (2009). 《The Cambridge Companion to the Beatles》. Cambridge Companions to Music. Cambridge University Press. ISBN 978-1-139-82806-2.
- Womack, Kenneth (2019년 10월 15일). 《Solid State: The Story of "Abbey Road" and the End of the Beatles》 (영어). Cornell University Press. ISBN 978-1-5017-4686-4.